# Phragmatobia flava
Phragmatobia flava är en fjärilsart som beskrevs av Arnold Spuler 1906. Phragmatobia flava ingår i släktet Phragmatobia och familjen björnspinnare. Inga underarter finns listade i Catalogue of Life.